# Provincia Loei
Loei (în thailandeză เลย) este o provincie (changwat) din Thailanda. Situată în regiunea de Nord-Est, provincia Loei are în componența sa 14 districte (amphoe), 89 de sub-districte (tambon) și 839 de sate (muban). 
Cu o populație de 618.812 de locuitori și o suprafață totală de 11.424,6 km2, Loei este a 39-a provincie din Thailanda ca mărime după numărul populației și a 14-a după mărimea suprafeței.